# Tasiocera fuscescens
Tasiocera fuscescens är en tvåvingeart som först beskrevs av Paul Lackschewitz 1940.  Tasiocera fuscescens ingår i släktet Tasiocera och familjen småharkrankar. Enligt den finländska rödlistan är arten sårbar i Finland. Arten är reproducerande i Sverige. Artens livsmiljö är bäckar. Inga underarter finns listade i Catalogue of Life.